# EAGLE附加型榴彈發射器
EAGLE（意為：鷹鷲）是一款由加拿大槍械製造商加拿大柯爾特為配合C7及C8系列突击步枪而獨立研製和生產的的單發下掛式榴弹发射器， 亦是目前加拿大軍隊的制式下掛式榴彈發射器，發射40×46毫米低速榴彈。它除了可以下掛於步槍的下護木，也可通過增加槍托配件改裝成一個獨立的肩射型榴彈發射器武器系統。

## 設計細節
作為下掛式榴弹发射器，EAGLE可裝在搭配於其以上的C7／M16及C8／M4系列突击步枪的護木下方使用。另一方面，也可裝上伸縮式槍托組件組成的擴展機匣改裝成肩射型榴彈發射器以獨立使用。
儘管EAGLE也是下掛於護木下方，但與M203不同的是，此類武器的發射座下面具有明顯的雙手可控式手動保險桿和一支方便舒適地握持的手槍握把，所以無論裝在傳統式還是步槍上都能方便使用，也比起使用彈匣充當握把（如M16／M203組合）的榴彈發射器用起來舒適。其主體結構分為裝填彈藥的側擺式槍管及後方的擊發結構。裝填彈藥的方式為槍管側擺式，需先按下槍管套後端的鎖鈕並且讓槍管側擺以解鎖，便可從槍管後方裝填彈藥。由於採用槍管側擺式，因而可讓榴彈發射器給左右兩手使用。亦因而可以在必要時使用更長的彈藥（例如穿甲彈、破片彈、溫壓彈、煙霧彈、照明彈、燃燒彈、化學彈、催淚彈、橡膠榴彈），因此使用起來比較靈活，可發射所有的40×46毫米低速榴彈系列。一旦讓槍管回復原位，撞針便會進入待發模式，之後瞄準方向且扣下板機，即可發射榴彈。
EAGLE附有的直射用照門／立式標尺與折疊式前握把可裝上獨立改裝組件或步槍上使用，槍管右側及底部均設有MIL-STD-1913戰術導軌以安裝除此以外的戰術附件；獨立使用型時裝有頂部長瞄準具導軌、2至6段伸縮及防滑橡膠墊式槍托和單點或兩點式槍背帶環。槍身有軍用傾向的黑色、淺啡色、深綠色和用於非致命性用途而顯眼的安全黃色。

## 使用國
- 加拿大

## 資料來源
1. ↑   (PDF). Colt Canada. Colt Canada Corporation.   [21 June 2016]. （原始内容存档 (PDF)于2017-05-17）.

## 外部連結
- （英文）—EAGLE grenade launcher on Colt Canada's website（页面存档备份，存于）